# Zabytkowy cmentarz w Leszczyńcu
Zabytkowy cmentarz w Leszczyńcu – cmentarz znajdujący się w powiecie kamiennogórskim w Leszczyńcu.
Cmentarz z 1687 r. otacza kamienny mur z okazałą bramą z 1687 r., remontowana w XIX w. o półkolistym prześwicie i trójkątnym naczółku. Na cmentarzu murowana kaplica z połowy XVIII w.